# Речковская волость
Речко́вская во́лость — административно-территориальная единица в составе Рогачёвского (1861—1900), а позднее — Гомельского уезда (Могилёвской, с 1919 года — Гомельской губернии). Административный центр — село Речки.
Речковская волость была образована в 1861 году. До этого часть территории волости входила в состав Рогачёвского староства Речицого повета Минского воеводства Великого Княжества Литовского, а другая часть — в Чечерское староство; позже — в Белицкий уезд и Рогачевский уезд. После раздела в составе Рогачёвской провинции Могилёвской губернии был образован Рогачёвский уезд, территория которого была поделена на 18 волостей. В 1900 году Речковская волость была передана в состав Гомельского уезда. По состоянию на 1909 год волость включала следующие населённые пункты:
- Бартоломеевка, село
- Быковец, деревня, фольварк и хутор
- Воробьевка, деревня и околица
- Гаристы, околица
- Горки, хутор.
- Камелин-Юрковичи, фольварк
- Малков, деревня, околица, фольварк и хутор
- Михайловка, хутор
- Нестеровка, деревня и фольварк
- Новая Ивановка, деревня
- Новые Громыки, деревня и околица
- Однополье, фольварк
- Речки, село и фольварк
- Романов Лес, фольварк
- Рудня Гулеева, деревня
- Рудня Шлягина, деревня
- Рысловль, околица
- Совок, хутор
- Старые Громыки, деревня и околица
- Сымоновка, деревня, околица и хутор
- Утонька, околица
- Ухов, деревня, фольварк и околица
- Хизовская Гута, околица
- Хизы, деревня и околица
- Шерстин, местечко и фольварк
- Юрковичи, деревня